# Saint-Eusèbe (Alta Saboia)
Saint-Eusèbe é uma comuna francesa na região administrativa de Auvérnia-Ródano-Alpes, no departamento da Alta Saboia. Estende-se por uma área de 6.88 km². Em 2010 a comuna tinha 584 habitantes (densidade: 84,9 hab./km²).